# سولومون كينغ
سولومون كينغ (بالإنجليزية: Solomon King)‏ هو مغني أمريكي، ولد في 13 أغسطس 1930 في كنتاكي في الولايات المتحدة، وتوفي في 21 يناير 2005 في نورمان في الولايات المتحدة بسبب سرطان.

## وصلات خارجية
- سليمان كينغ على موقع IMDb (الإنجليزية)
- سليمان كينغ على موقع ميوزك برينز (الإنجليزية)
- سليمان كينغ على موقع ديسكوغز (الإنجليزية)